# John Loaring

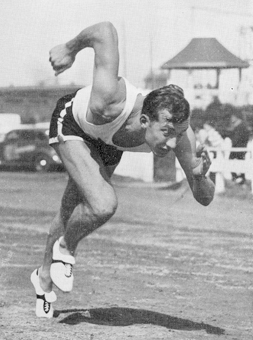
John Loaring

John Wilfred Loaring (* 3. August 1915 in Winnipeg; † 21. November 1969 in Windsor) war ein kanadischer Sprinter und Hürdenläufer.
Loaring trat zumeist im 400-Meter-Hürdenlauf an. Bei den Olympischen Spielen 1936 in Berlin errang er über 400 m Hürden eine Silbermedaille. Im 400-Meter-Lauf wurde er Sechster, und in der 4-mal-400-Meter-Staffel kam er mit der kanadischen Mannschaft auf den vierten Platz.
1938 siegte er bei den British Empire Games in Sydney über 440 Yards Hürden sowie in der 4-mal-110-Yards- und der 4-mal-440-Yards-Staffel. Über 440 Yards wurde er Fünfter.
1936 wurde er Kanadischer Meister über 400 m und 400 m Hürden.

## Persönliche Bestzeiten
- 440 Yards: 48,3 s, 1938 (entspricht 48,0 s über 400 m)
- 440 Yards Hürden: 52,9 s, 5. Februar 1938, Sydney (entspricht 52,6 s über 400 m Hürden)